# Ted Hibberd
Thomas Edward Hibberd (Ottawa, 1926. április 22. – Ottawa, 2017. május 10.) olimpiai bajnok kanadai jégkorongozó.

## Pályafutása
Az 1948-as St. Moritz-i olimpián aranyérmes lett a kanadai válogatottal.

## Sikerei, díjai
- Olimpiai játékok
  - aranyérmes: 1948, St. Moritz